# Riparia paludicola
Il topino disadorno (Riparia paludicola (Vieillot, 1817)) è un uccello della famiglia Hirundinidae.

## Distribuzione e habitat
La specie ha un ampio areale che si estende dall'Africa all'Asia.